# Guillaume de Marillac
Pour les articles homonymes, voir Marillac.

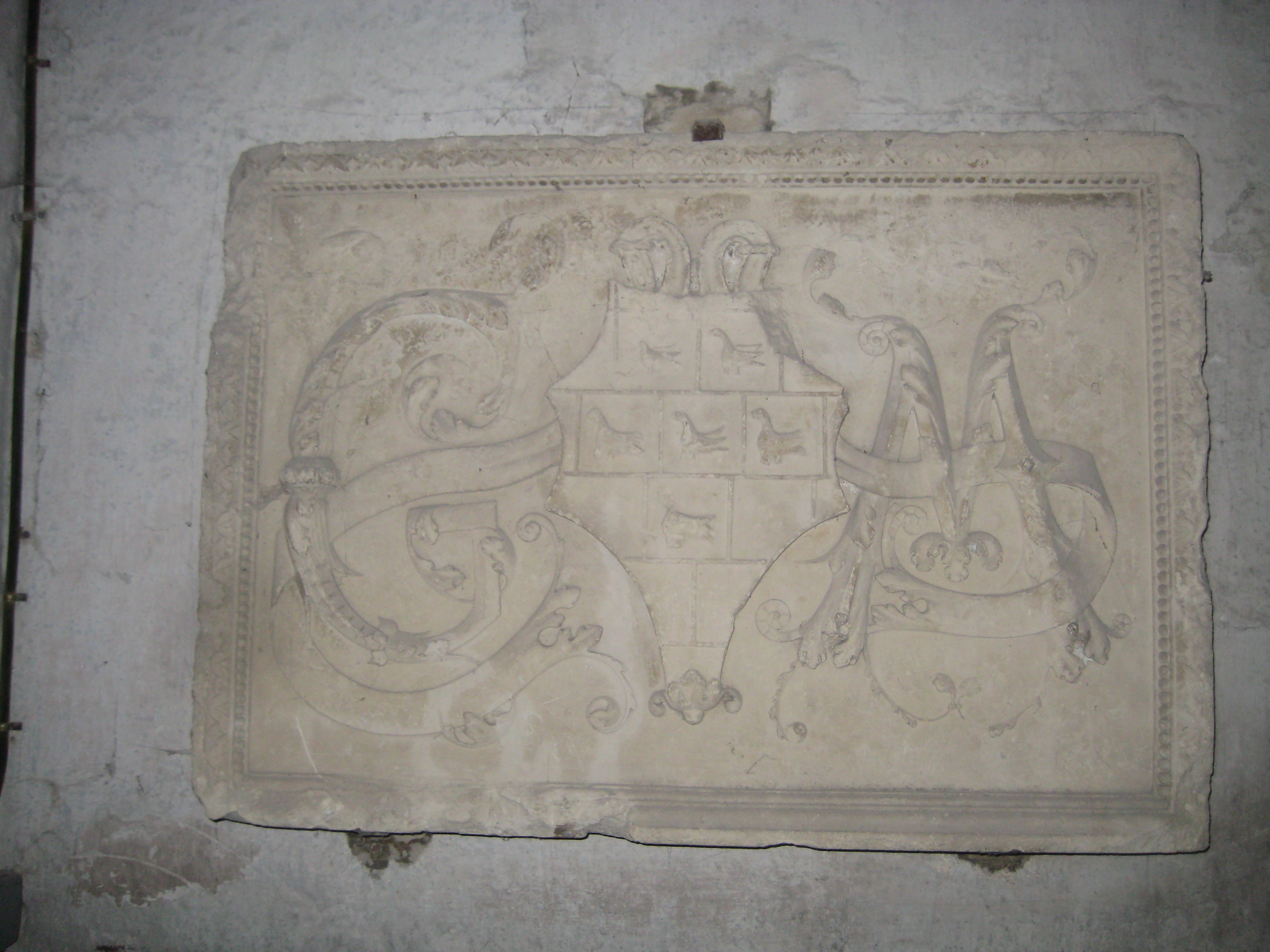
Armes de Guillaume II de Marillac, bas relief en calcaire de Chaptuzat, dans l'Église Notre-Dame d'Aigueperse.

Guillaume III de Marillac, seigneur de Ferrières-en-Brie, est un administrateur français né vers 1521, mort en 1573 et enterré dans l'église Saint-Paul à Paris.

## Carrière
En 1551, il est valet de chambre ordinaire du roi Henri II et le 27 mars 1551 il est nommé superintendant des monnaies de Paris par lettres patentes. En 1553, il devient général des monnaies et en 1556, maître des comptes.
Du 6 novembre 1568 au 24 janvier 1573 il occupe les fonctions de contrôleur général des finances.
En mars 1570, il est fait chevalier.
En 1550, Guillaume de Marillac, intendant des Finances, se rend en compagnie d’Aubin Olivier, mécanicien, à Augsbourg pour étudier de nouveaux procédés de presse à vis. Ils reviennent à Paris avec plusieurs machines qu’ils installent aux logis des Étuves, situés à l’extrémité occidentale de l’île de la Cité, c’est-à-dire sur l’actuel quai de l’Horloge. L’emplacement forge le nom de la nouvelle institution, la Monnaie du Moulin des Étuves, définitivement autorisée en juillet 1553.

## Famille
Fils de Guillaume II de Marillac et de Marguerite Genest, il épouse Marie Aligret, fille d'Olivier Aligret, seigneur de Charentonneau et de Clichy, avocat du roi au parlement, morte le 8 juin 1568. De ce mariage naissent six enfants, dont Michel de Marillac, surintendant des finances et garde des sceaux.
De son second mariage le 25 mars 1571 avec Geneviève de Bois-l'Évêque, dame de Tournebu, veuve de Jean, seigneur de Rosières, maître des requêtes, il a deux enfants dont Louis II, maréchal de France.
Il est également le grand-père de sainte Louise de Marillac, cofondatrice des Filles de la Charité, par son fils Louis Ier de Marillac (1556-1604).

## Armoiries
| Figure | Blasonnement |
|        | D'argent, muraillé de sable, de sept carreaux, 2, 3, 2, celui du centre chargé d'un croissant de gueules, et les autres de six merlettes de sable. |